# Klappholz
Klappholz (dänisch: Klapholt) ist eine Gemeinde im Kreis Schleswig-Flensburg in Schleswig-Holstein. Dennholm, Elmholz (Elmskov), Fenn, Glasholz (Glasholt), Neubrück, Norderholz (Nørreskov) und Westscheide (Vesterskel) liegen im Gemeindegebiet.

## Lage und Verkehr
Klappholz liegt etwa 16 km nördlich von Schleswig und 22 km südlich von Flensburg in der Landschaft Angeln bzw. im westlichen, Luusangeln genannten Bereich. Westlich des Orts, aber außerhalb des Gemeindegebiets, verläuft die Bundesautobahn 7 nach Flensburg.
Nach Flensburg (30 min Fahrzeit) und Schleswig (31 min Fahrzeit) bestehen regelmäßige Busverbindungen.

## Geschichte
Das Gemeindegebiet ist vermutlich seit der Steinzeit bewohnt. Entsprechende Funde lassen darauf schließen.
Der Ort wurde 1352 erstmals als Klappholt (Gehölz, in dem man Laub als Futter durch Abschlagen der Zweige sammelt) erwähnt. Der Ortsname setzt sich zusammen aus nd. und Südjytisch holt für Wald, Gehölz und klappe für sammeln, schlagen (vgl. altn. klappa - schlagen, klopfen). Der Ortsname Elmholz leitet sich in der Bedeutung Ulmenwald vom Südjytischen elm für Ulme ab.
Der Ortsteil Westscheide wurde ab 1763 kolonialisiert. Ein Kolonistenhaus aus Westscheide steht heute im Freilichtmuseum Molfsee.

### Wappen
Blasonierung: „Von Blau und Grün durch einen Bogen aus einander zugewandten liegenden goldenen Ähren geteilt zum Schildhaupt“. Das Wappen zeigt im Schildhaupt die Giebelseite eines Kolonistenhauses aus der Zeit um 1763. Es steht daher für den Ortsteil Westscheide. Die Ährenreihe symbolisiert den Roggenberg, die höchste Erhebung von Klappholz. Das Rentiergeweihbeil im Schildfuß stellt das „Lyngby Beil“ aus der jüngeren Altsteinzeit dar, das 1991 im Gemeindegebiet gefunden wurde.

## Sehenswürdigkeiten und archäologische Funde

### Historisches Schulgebäude (heute Bürgerhaus)
Das 1845 errichtete reetgedeckte historische Schulgebäude in Klappholz gehört zu den herausragenden Beispielen ländlicher Architektur in Schleswig-Holstein und darüber hinaus. Es wurde 1909 um- und 1927 ausgebaut. Seit die Schule in Klappholz 1974 aufgelöst wurde, wird das denkmalgeschützte Gebäude als Bürgerhaus genutzt. Es gilt im Kreis Schleswig-Flensburg als eines der Schönsten seiner Art und dient immer wieder als Fotomotiv.

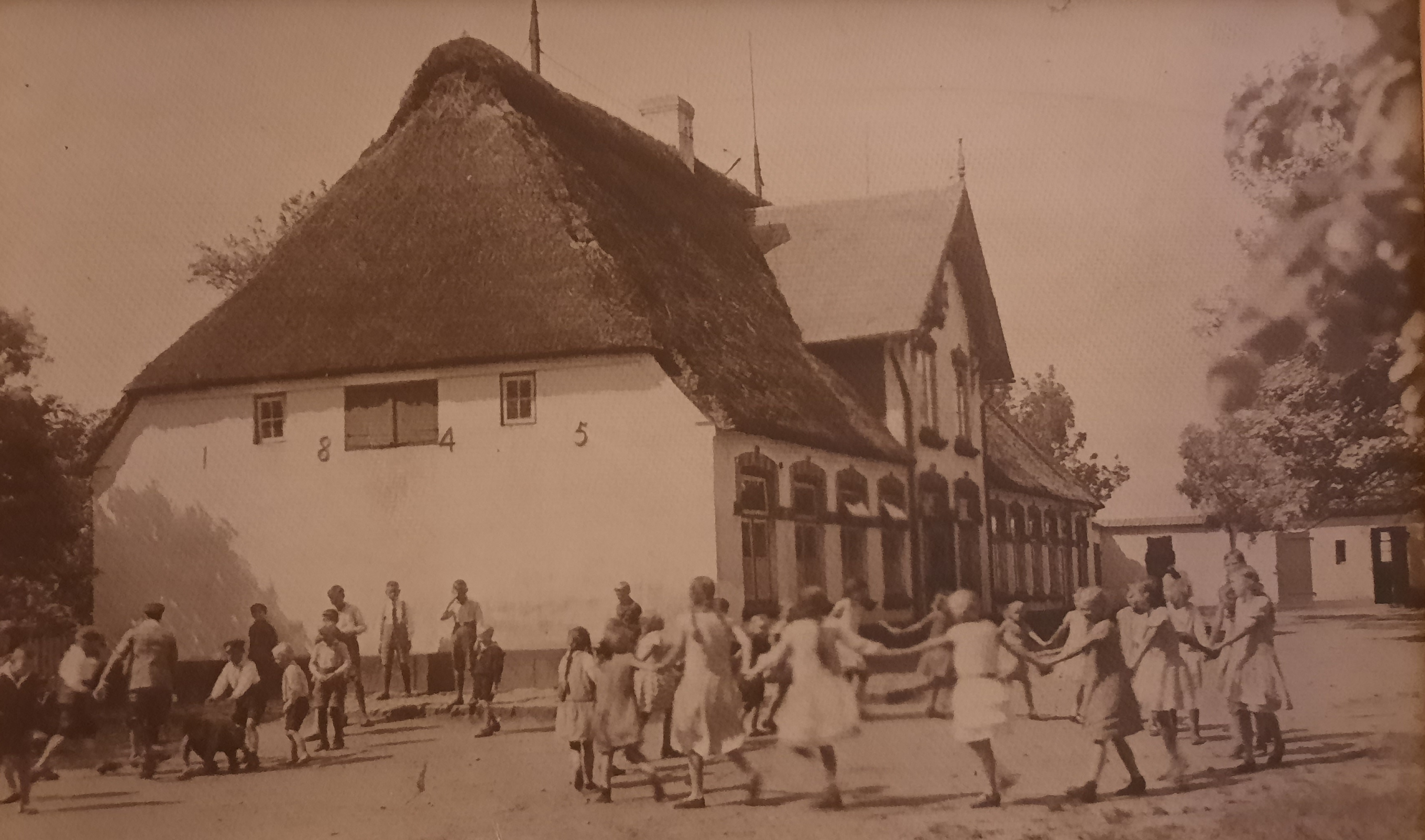
Das historische Schulgebäude in Klappholz (Kreis Schleswig-Flensburg) von 1845 auf einer historischen Fotografie aus der ersten Hälfte des 20. Jahrhunderts

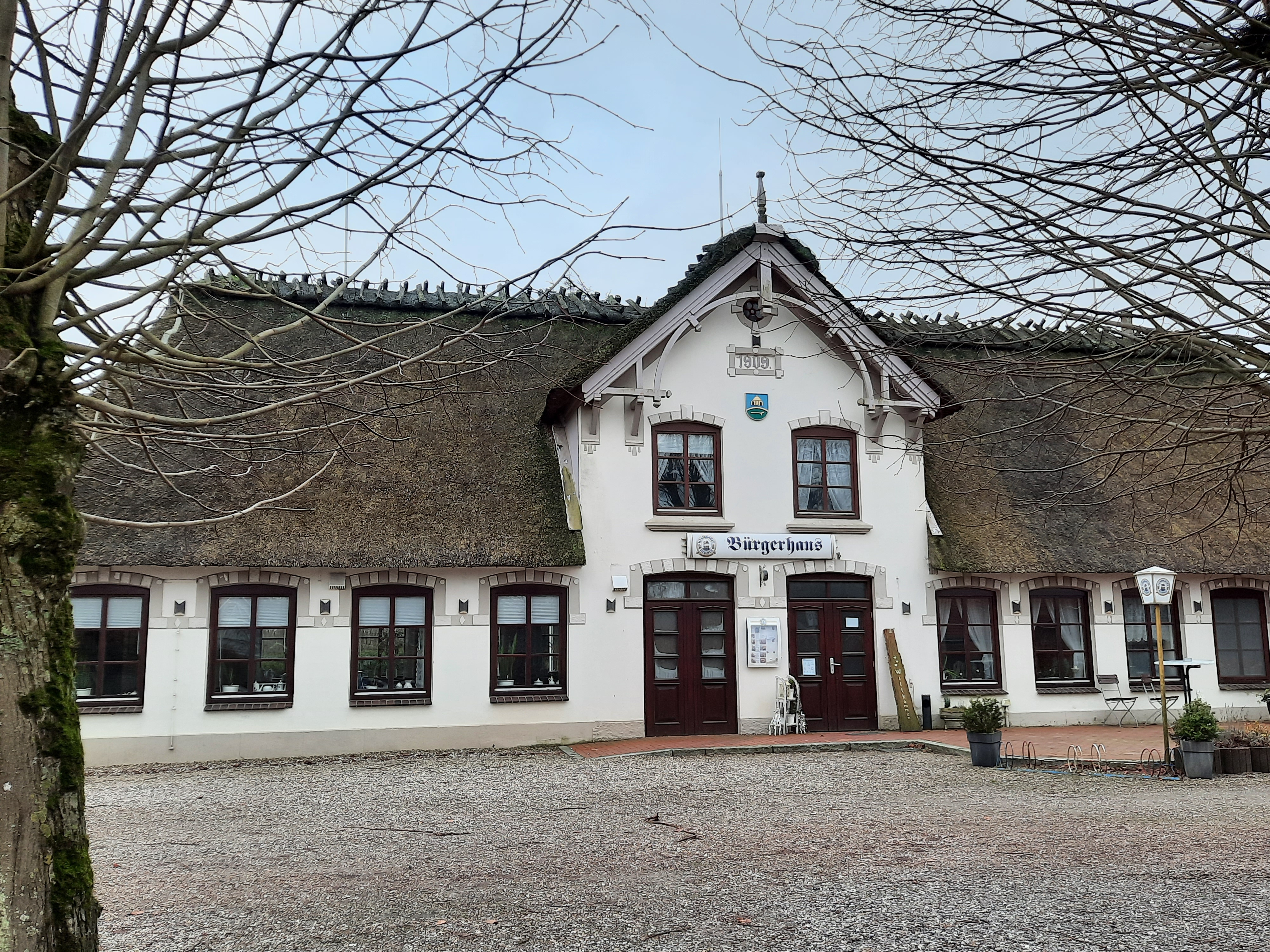
Das historische Schulgebäude von 1845 in Klappholz (heute Bürgerhaus) gilt als herausragendes Beispiel ländlicher Architektur in Schleswig-Holstein

### Das allerödzeitliche Rengeweihbeil aus Klappholz
Im Herbst 1991 wurde bei Drainagearbeiten zwischen Klappholz und dem Außelbeker Gehege, ca. 800 m östlich des Dorfs, ein ungewöhnlich großes und gut erhaltenes Lyngby-Beil gefunden. Dabei handelt es sich um ein Werkzeug aus dem Paläolithikum, das aus der Abwurfstange eines Rentieres hergestellt wurde. Seine relative Datierung erfolgte mittels Pollenanalyse und mit der Radiokarbonmethode und ergab ein kalibriertes Alter von 11690-11400 Jahren vor Christus.

### Celtic fields im Außelbeker Gehölz
Der teilweise zu Klappholz gehörende Wald Außelbeker Gehege ist einer der bundesweit bekanntesten Fundorte sogenannter Celtic Fields. Dabei handelt es sich um Relikte einer früheren Ackerflur, die in erster Linie in die Eisenzeit datiert werden konnte. Die Relikte wurden in den 1990er Jahren eingehend untersucht.

### Kolonistengedenkstein
Im Ortsteil Westscheide befindet sich ein Gedenkstein an die Kolonie Westscheide (gegründet 1763), eine frühere Ansiedelung süddeutscher Kolonisten aus dem 18. Jahrhundert. Der Gedenkstein mit Schautafel wurde 2013 aufgestellt. Ein typisches Kolonistenhaus aus Klappholz befindet sich im Freilichtmuseum Molfsee.

## Vereine und regelmäßige Veranstaltungen
Früher verfügte Klappholz über eine Vielzahl von Vereinen und dörflicher Veranstaltungen, von denen heute nur noch wenige geblieben sind (siehe Listen):

### Vereine und Zusammenkünfte
- Freiwillige Feuerwehr
- Sparclub
- CuH (Clapholt ut hus; Bedeutung 'Klappholz außer Haus', Initiative zur Belebung des dörflichen Miteinanders)

### Regelmäßige Veranstaltungen
- Ostereiersuchen der Kinder
- Maibaum Aufstellen
- Kinderfest
- Feuerwehrfest
- Verspielen der Feuerwehr
- Sparclubfest
- Laternelaufen
- Adventsbasteln mit den Kindern
- Heiße Wecken Essen im Bürgerhaus
- Dorfflohmarkt (unregelmäßig)

## Politik

### Gemeindevertretung
Bei der Kommunalwahl am 14. Mai 2023 wurden insgesamt neun Sitze vergeben. Diese fielen erneut alle an die Allgemeine Wählergemeinschaft Klappholz. Die Wahlbeteiligung betrug 52,5 %.

## Kirchengemeinde
Klappholz gehört mit Havetoftloit und Havetoft zur Kirchengemeinde Havetoft, die rund 1800 Mitglieder hat.

## Persönlichkeiten
- Hermann Kühne (* 1929), in Klappholz geborener Agraringenieur und Politiker

- Wolfgang Franz (* 1945), in Klappholz geboren, Rechtsanwalt und Politiker (u. a. Abgeordneter der Hamburger Bürgerschaft, SPD)